# Cabinteely FC
Cabinteely FC was een Ierse voetbalclub uit de buitenwijk Cabinteely van Dublin.
De club werd in 1967 opgericht als  Auburn FC en in 1973 hernoemd in Cabinteely Boys FC. De huidige naam werd recent aangenomen met de uitbreiding naar vrouwenvoetbal. In 2015 verkreeg de club een licentie van de Ierse voetbalbond om deel te nemen aan de competities van de League of Ireland en debuteerde dat jaar in de League of Ireland First Division. Cabinteely speelt op Stradbrook Road, het complex van rugbyclub Blackrock College. 
In 2021 werd de club opgeheven en opgenomen in Bray Wanderers FC.

## Eindklasseringen
| Seizoen | № | Clubs | Divisie        | WG | W  | G | V  | Saldo | Punten | Tsch |
| ------- | - | ----- | -------------- | -- | -- | - | -- | ----- | ------ | ---- |
| 2015    | 8 | 8     | First Division | 28 | 5  | 5 | 18 | 23–50 | 20     | 586  |
| 2016    | 7 | 8     | First Division | 28 | 4  | 4 | 20 | 19–53 | 16     | 341  |
| 2017    | 6 | 8     | First Division | 28 | 10 | 8 | 10 | 41–37 | 38     | 204  |
| 2018    | 7 | 10    | First Division | 27 | 9  | 3 | 15 | 32-45 | 30     | 198  |
| 2019    | 6 | 10    | First Division | 27 | 14 | 8 | 5  | 39-28 | 50     | 540  |
| 2020    | 5 | 10    | First Division | 18 | 9  | 1 | 8  | 25-33 | 28     | -    |
| 2021    | 9 | 10    | First Division | 27 | 8  | 1 | 18 | 26-47 | 25     | -    |

## Bekende (oud-)spelers
- Andy Keogh (jeugd)
- Alan O'Brien (jeugd)
- Stephanie Roche (jeugd)